# Асенг (Беніта)

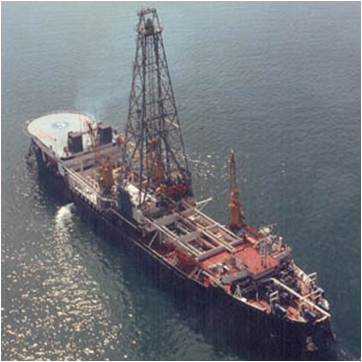
Бурове судно Songa Saturn, яке спорудило свердловину-відкривач І-1

Асенг (Беніта) — нафтогазоконденсатне родовище в Екваторіальній Гвінеї. Розташоване за 40 км від східного узбережжя острова Біоко в затоці Біафра (частина Гвінейської затоки). Належить до нафтогазоносного басейну Дуала.

## Розвідка
Родовище, що на етапі розвідки мало назву Беніта, виявили у 2007 році в офшорному ліцензійному блоці І, де заклали розвідувальну свердловину І-1. Споруджена буровим судном Songa Saturn в районі з глибиною моря 886 метрів, вона мала довжину 3218 метрів та виявила газоконденсатний інтервал завтовшки 41,5 метра в турбідітових пісковиках епохи міоцену. На тестуванні звідси отримали 1038 барелів конденсату та 0,97 млн м3 газу на добу.
За кілька місяців те ж судно пробурило оцінну свердловину І-2, яка виявила під газоконденсатним покладом нафтовий. В 2008-му інше бурове судно Sedco 700 спорудило ще одну оцінну свердловину І-5, яка виявила у відкладеннях міоцену нафтовий інтервал завтовшки 13 метрів, а також встановила водонафтовий контакт. При цьому на тестуванні отримали результат у 6250 барелів нафти на добу (плюс 0,15 млн м3 газу).

## Розробка
План розробки затвердили у 2009 році. На першому етапі запланували максимально вилучити рідкі вуглеводні, для чого отриманий із продукції родовища газ закачуватиметься назад з метою підтримки пластового тиску. Враховуючи глибини у місці розташування родовища, була замовлена плавуча установка з видобутку, зберігання та відвантаження (FPSO) Aseng. Її конструкція передбачає можливість обслуговування п'яти видобувних свердловин, а також трьох газо- та двох водонагнітальних. Судно встановили на якір у районі з глибиною моря 945 метрів. Воно здатне обробляти 80 тисяч барелів рідких вуглеводнів та 4,9 млн м3 газу та закачувати 150 тисяч барелів води на добу. Обсяг зберігання продукції становить 1,5 млн барелів.
Необхідні для запуску родовища в експлуатацію бурові роботи виконало судно Atwood Hunter, при цьому з метою підвищення нафтовіддачі у видобувних свердловинах запланували горизонтальні ділянки. Відповідно до схеми введення родовища в експлуатацію приклали 30 км підводних трубопроводів.
Видобуток на родовищі стартував в останньому кварталі 2011-го з показником 50 тисяч барелів рідких вуглеводнів на добу. Станом на весну 2016-го з нього видобули вже 75 млн барелів.
Також можливо відзначити, що з 2013 року на установку Aseng за допомогою трубопроводу завдовжки 24 км подається конденсат із розташованого північніше родовища Ален.

## Запаси
За час розробки Асенг з нього очікують вилучити 120 млн барелів рідких вуглеводнів, в тому числі 40 млн барелів нафти. По завершенні першого етапу заплановано перейти до вилучення ресурсів газу в обсязі 15,5 млрд м3.

## Учасники проєкту
Розробка ліцензійного блоку І здійснюється консорціумом у складі компанії Noble (38 %, оператор), компанії з емірату Абу-Дабі Atlas Petroleum (27,55 %), англо-швейцарської корпорації Glencore (23,75 %), шведської Osborne Resources (PA Resources Group, 5,7 %) та державної компанії Екваторіальної Гвінеї GEPetrol (5 %).